# キシロース
キシロース(xylose,木糖,Xyl)は、C5H10O5、分子量150.13の糖で、単糖、五炭糖及びアルドースに分類される。
天然にはD体のみが存在し、L体、DL体は有機化学合成によって作られる。CAS登録番号は、D体が[58-86-6]、L体が[609-06-3]、DL体が[41247-05-6]。
D-キシロースは、小腸で吸収されにくく、α-グルコシダーゼの活性を抑えるためグルコースの吸収を抑える作用があり、血糖値を抑制する作用がある。L-アラビノースにも同様の活性が認められ、D-キシロースよりも活性が強い。

## 存在
単体ではほとんどみられないが、ヘミセルロースの一つであるキシランを構成するものとして植物に広く存在する。還元することによってキシリトールとなるほか、キシロースイソメラーゼによってキシルロースになる。生合成はUDPグルクロン酸の脱炭酸によってUDPキシロースが生成するというもので、このUDPキシロースがキシロシルトランスフェラーゼにより、糖鎖や多糖に組み込まれる。